# Лэзым
 Лэзым — село в Сыктывдинском районе Республики Коми, административный центр сельского поселения Лэзым.

## География
Расположено на левобережье реки Сысола на расстоянии примерно 19 км по прямой от районного центра села Выльгорт на юг-юго-запад.

## История
Известно с 1586 года как деревня Лозома. В 1608 году в деревне Лозоме имелось 3 жилых и 3 пустых двора, в 1646 и рядом стоящих починке Зыков и новой деревне Спиридоновская было 6 жилых и 2 пустых двора. В 1678 году все 3 селения слились в одну деревню Лозам, где насчитывалось 7 жилых дворов и 20 душ мужского пола. В середине 1960-х годах в состав села Лозым были включены деревни Вылысгрезд, Гыбад, Лобангрезд, Пыдигрезд. Сотчемвыв, Шорсай и посёлки лесозаготовителей Сывшор и Сирзавод. В селе работает детский «Санаторий Лозым».

## Население
Постоянное население составляло 378 человека (коми 85 %) в 2002 году, 413 — в 2010.